# Kerlon
Kerlon Moura Souza, född 27 januari 1988 i Ipatinga, Brasilien, är en brasiliansk fotbollsspelare. Han brukar kallas för Foquinha som betyder "lilla sälen".

## Karriär
Kerlon har under hela sin karriär spelat för Cruzeiro, trots att ett stort antal europeiska klubbar har visat intresse, bland annat Manchester United, Inter och Milan. Inter värvade Kerlon förra året, men de hade inte plats för en spelare som inte var från Europa, så istället värvade italienska klubben Chievo honom. Den 7 juni 2009 bekräftade Inter på sin hemsida att de hade värvat Kerlon och betalade ungefär 7 miljoner euro.

### Säldribblingen
Kerlon är känd för att göra ett trick med fotbollen som kallas säldribbling, då man likt en cirkussäl tar bollen och studsar den på huvudet. En mängd andra stora fotbollsspelare har gjort tricket, bland annat Diego Maradona, Johan Cruyff och Roberto Rivelino.
När en spelare använder metoden är det mycket svårt för motståndarna att ta bollen från spelaren utan att straffas för det. I september 2007 visade Kerlon upp sin talang i en match mot Atlético Mineiro, då han blev tacklad av Coelho, som fick rött kort och blev avstängd i fyra månader på grund av tacklingen. Mineiros tränare Emerson Leao varnade Kerlon för att han kan bli skadad om han fortsätter visa upp sitt trick på fotbollsplanen och tyckte att han bröt mot regeln om att förlöjliga sina motståndare. Cruzeiro försvarade naturligtvis Kerlon och menade att han bara gör det som brasilianare gör bäst, alltså att det var ren fotbollskonst. Cruzeiro vann matchen med 4–3.

## Meriter

### Inom klubblag
- Campeonato Mineiro: 2006

### Inom landslag
- Sydamerikanska U17-mästerskapen: 2005

### Utmärkelser
- Skyttekung i Sydamerikanska U17-mästerskapen: 2005
- Bästa spelare i Sydamerikanska U17-mästerskapen: 2005